# Liste der Unterrichtungstafeln in Deutschland an den Autobahnen A 2xx
Diese Unterliste enthält die Unterrichtungstafeln an deutschen Autobahnen, die mit 2 beginnen.

## A 2
| Fahrtrichtung nach Osten                                                   | Kilometer | Fahrtrichtung nach Westen                                                  |
| Autobahnkreuz Oberhausen                                                   | 473,0     |                                                                            |
| -------------------------------------------------------------------------- | --------- | -------------------------------------------------------------------------- |
|                                                                            | 460,1     | Industriekultur Maschinenhalle Gladbeck-Zweckel                            |
| ZOOM Erlebniswelt Gelsenkirchen                                            | 460,0     |                                                                            |
| Industriekultur Nordsternpark                                              | 458,5     |                                                                            |
| Industriekultur Zeche Ewald / Halde Hoheward                               | 456,1     |                                                                            |
|                                                                            | 453,5     | Industriekultur Nordsternpark                                              |
|                                                                            | 449,3     | Industriekultur Zeche Ewald / Halde Hoheward                               |
| Industriekultur Schiffshebewerk                                            | 442,0     |                                                                            |
| Industriekultur Umspannwerk Recklinghausen                                 | 440,8     |                                                                            |
|                                                                            | 437,0     | Industriekultur Schiffshebewerk                                            |
| Deutsches Fußballmuseum Dortmund                                           | 427,9     |                                                                            |
| Dortmunder U                                                               | 429,5     |                                                                            |
|                                                                            | 422,7     | Deutsches Fußballmuseum Dortmund                                           |
| Industriekultur Maximilianpark                                             | 405,0     |                                                                            |
|                                                                            | 393,1     | Industriekultur Maximilianpark                                             |
|                                                                            | 391,9     | Industrieland NRW Östliches Ruhrgebiet Standort der Handelslogistik        |
|                                                                            | 384,7     | Industrie • Kultur • Landschaft Metropole Ruhr                             |
| Münsterland                                                                | 383,5     |                                                                            |
| Wallfahrtsort Stromberg                                                    | 371,6     |                                                                            |
| Literaturmuseum Haus Nottbeck                                              | 367,2     |                                                                            |
|                                                                            | 367,0     | Wallfahrtsort Stromberg                                                    |
|                                                                            | 366,0     | Münsterland                                                                |
|                                                                            | 359,8     | Literaturmuseum Haus Nottbeck                                              |
| Historische Stadtkerne Rheda-Wiedenbrück Rietberg                          | 355,0     |                                                                            |
|                                                                            | 349,1     | Historische Stadtkerne Rheda-Wiedenbrück Rietberg                          |
| Industrieland NRW Lebensmittelindustrie in Ostwestfalen-Lippe              | 343,0     |                                                                            |
| Teutoburger Wald                                                           | 339,7     |                                                                            |
| Externsteine                                                               |           |                                                                            |
| Kunsthalle Bielefeld                                                       | 332,1     |                                                                            |
|                                                                            | 332,0     | Kunsthalle Bielefeld                                                       |
|                                                                            | 331,3     | Industrieland NRW Lebensmittelindustrie in Ostwestfalen-Lippe              |
|                                                                            | 324,6     | Teutoburger Wald                                                           |
| Industriemuseum Ziegelei Lage                                              | 323,0     |                                                                            |
|                                                                            | 321,7     | Industrieland NRW Produktionstechnologie aus Ostwestfalen-Lippe            |
| MARTa Herford                                                              | 319,0     |                                                                            |
|                                                                            | 317,5     | Historischer Stadtkern Lemgo                                               |
|                                                                            | 310,9     | Historische Stadtkerne Bad Salzuflen und Detmold                           |
|                                                                            | 310,0     | Externsteine                                                               |
|                                                                            | 306,7     | MARTa Herford                                                              |
| Bad Oeynhausen Historischer Kurpark                                        | 304,3     |                                                                            |
| Kaiser-Wilhelm-Denkmal Porta Westfalica                                    | 301,3     |                                                                            |
|                                                                            | 292,8     | Kaiser-Wilhelm-Denkmal Porta Westfalica                                    |
|                                                                            | 291,8     | Historische Altstadt Minden                                                |
| Historische Altstadt Rinteln                                               | 282,5     |                                                                            |
| Schloss Bückeburg • Hubschraubermuseum Historische Residenzstadt Bückeburg | 282,3     |                                                                            |
| Stadthagen Stadt der Weserrenaissance                                      | 281,0     |                                                                            |
| Schaumburger Land Bei Wilhelm Busch zu Hause                               | 280,4     |                                                                            |
| Wisentgehege Springe                                                       | 275,5     |                                                                            |
|                                                                            | 274,7     | Historische Altstadt Rinteln                                               |
|                                                                            | 274,1     | Schloss Bückeburg • Hubschraubermuseum Historische Residenzstadt Bückeburg |
|                                                                            | 272,7     | Weserbergland                                                              |
| BAD MÜNDER Stadt der Heilquellen im Weserbergland                          | 262,3     |                                                                            |
| Bad Nenndorf Schwefel • Moor • Sole                                        | 257,0     |                                                                            |
|                                                                            | 256,5     | Wisentgehege Springe                                                       |
| Barsinghausen Besucherbergwerk Klosterstollen                              | 255,8     |                                                                            |
|                                                                            | 253,3     | BAD MÜNDER Stadt der Heilquellen im Weserbergland                          |
|                                                                            | 250,3     | Schaumburger Land Bei Wilhelm Busch zu Hause                               |
| Naturdenkmal Dino-Saurierfährten Naturpark Steinhuder Meer                 | 250,1     |                                                                            |
|                                                                            | 248,9     | Stadthagen Stadt der Weserrenaissance                                      |
|                                                                            | 256,7     | Bad Nenndorf Schwefel • Moor • Sole                                        |
| KLOSTER LOCCUM 1163                                                        | 244,1     |                                                                            |
| Sauna-Therme Seelze                                                        | 243,3     |                                                                            |
|                                                                            | 242,8     | Barsinghausen Besucherbergwerk Klosterstollen                              |
| GARBSEN SEEN                                                               | 239,5     |                                                                            |
|                                                                            | 239,0     | Naturdenkmal Dino-Saurierfährten Naturpark Steinhuder Meer                 |
| Herrenhäuser Gärten                                                        | 236,0     |                                                                            |
|                                                                            | 234,5     | Sauna-Therme Seelze                                                        |
|                                                                            | 230,1     | Herrenhäuser Gärten                                                        |
|                                                                            | 227,4     | GARBSEN SEEN                                                               |
| Herzog-Anton-Ulrich-Museum                                                 | 173,8     |                                                                            |
| Mühlen-Freilichtmuseum Südheide Gifhorn                                    | 171,1     |                                                                            |
| Tierpark Essehof                                                           | 166,1     |                                                                            |
|                                                                            | 164,3     | Mühlen-Freilichtmuseum Südheide Gifhorn                                    |
|                                                                            | 162,0     | Herzog-Anton-Ulrich-Museum                                                 |
| Erlebnisstadt Wolfsburg                                                    | 158,3     |                                                                            |
|                                                                            | 157,7     | Tierpark Essehof                                                           |
|                                                                            | 151,5     | Erlebnisstadt Wolfsburg                                                    |
| paläon Schöningen                                                          | 137,0     |                                                                            |
| Helmstedt Historische Universitätsstadt                                    | 136,9     |                                                                            |
|                                                                            | 130,0     | Elm-Lappwald                                                               |
| Ehemalige Innerdeutsche Grenze 1945–1990                                   | 129,0     |                                                                            |
|                                                                            | 128,0     | Deutsche Teilung 1945–1990                                                 |
|                                                                            | 124,8     | paläon Schöningen                                                          |
| Magdeburger Börde                                                          | 121,8     |                                                                            |
| Hundisburg Schloß und Garten                                               | 116,1     |                                                                            |
|                                                                            | 109,7     | Hundisburg Schloß und Garten                                               |
| Colbitz-Letzlinger Heide                                                   | 104,0     |                                                                            |
|                                                                            | 99,3      | Magdeburger Börde                                                          |
| Magdeburger Dom                                                            | 90,7      |                                                                            |
|                                                                            | 85,5      | Magdeburger Dom                                                            |
|                                                                            | 78,5      | Wasserstraßenkreuz                                                         |
| Jerichower Land                                                            | 71,5      |                                                                            |
|                                                                            | 51,9      | Jerichower Land                                                            |
| Bischofsresidenz Burg Ziesar                                               | 48,0      |                                                                            |
|                                                                            | 40,2      | Bischofsresidenz Burg Ziesar                                               |
| Fläming                                                                    | 37,6      |                                                                            |
|                                                                            | 31,5      | Naturpark Hoher Fläming                                                    |
| Bad Belzig Thermalsolebad                                                  | 31,0      |                                                                            |
| Havelland                                                                  | 26,1      |                                                                            |
|                                                                            | 22,8      | Fläming                                                                    |
| Dom zu Brandenburg an der Havel                                            | 17,9      |                                                                            |
|                                                                            | 12,8      | Dom zu Brandenburg an der Havel                                            |
|                                                                            | 10,3      | Naturpark Westhavelland                                                    |
| Zisterzienser- Kloster Lehnin                                              | 7,0       |                                                                            |
|                                                                            | 6,1       | Rochow-Museum Schloss Reckahn                                              |
| Autobahndreieck Werder                                                     | 0,0       |                                                                            |

## A 20
| Fahrtrichtung nach Osten                                           | Kilometer   | Fahrtrichtung nach Westen                                          |
| Bad Segeberg                                                       | 227,3       |                                                                    |
| Autobahnkreuz Lübeck                                               | 250,0 / 7,2 |                                                                    |
| ------------------------------------------------------------------ | ----------- | ------------------------------------------------------------------ |
| UNESCO-Weltkulturerbe Hansestadt Lübeck                            | 9,7         |                                                                    |
|                                                                    | 13,9        | UNESCO-Weltkulturerbe Hansestadt Lübeck                            |
| Naturpark Lauenburgische Seen                                      | 20,3        |                                                                    |
| Ehemalige innerdeutsche Grenze 1945–1990                           | 23,0        |                                                                    |
|                                                                    | 23,7        | Ehemalige innerdeutsche Grenze 1945–1990                           |
|                                                                    | 24,5        | Naturpark Lauenburgische Seen                                      |
| UNESCO Biosphärenreservat Schaalsee                                | 25,2        |                                                                    |
| GRENZHUS SCHLAGSDORF Informationszentrum zur innerdeutschen Grenze | 26,3        |                                                                    |
|                                                                    | 30,9        | GRENZHUS SCHLAGSDORF Informationszentrum zur innerdeutschen Grenze |
| Klosterstadt Rehna                                                 | 34,4        |                                                                    |
| Museen und Musik Kulturort Schönberg in Mecklenburg                | 26,3        |                                                                    |
|                                                                    | 40,0        | UNESCO Biosphärenreservat Schaalsee                                |
|                                                                    | 41,0        | Klosterstadt Rehna                                                 |
|                                                                    | 42,0        | Museen und Musik Kulturort Schönberg in Mecklenburg                |
| Schloss Bothmer Klütz                                              | 51,0        |                                                                    |
| Weiße Wiek Boltenhagen                                             | 52,0        |                                                                    |
|                                                                    | 56,0        | Weiße Wiek Boltenhagen                                             |
|                                                                    | 56,5        | Schloss Bothmer Klütz                                              |
| Dorf Mecklenburg Wiege des Landes                                  | 65,5        |                                                                    |
| Hansestadt Wismar UNESCO – Welterbe                                | 68,5        |                                                                    |
| Phantechnikum Technikwelt Wismar                                   | 69,9        |                                                                    |
| Schweriner Seenland                                                | 74,7        |                                                                    |
|                                                                    | 74,8        | Hansestadt Wismar UNESCO – Welterbe                                |
|                                                                    | 75,5        | Phantechnikum Technikwelt Wismar                                   |
| Insel Poel                                                         | 75,6        |                                                                    |
|                                                                    | 76,5        | Dorf Mecklenburg Wiege des Landes                                  |
| Sternberger Seenlandschaft                                         | 83,0        |                                                                    |
|                                                                    | 83,1        | Insel Poel                                                         |
|                                                                    | 84,2        | Schweriner Seenland                                                |
| Neukloster Sonnenkamp                                              | 89,0        |                                                                    |
|                                                                    | 95,5        | Sternberger Seenlandschaft                                         |
|                                                                    | 96,1        | Neukloster Sonnenkamp                                              |
| Kühlung/Salzhaff                                                   | 101,7       |                                                                    |
| Stiftskirche Bützow & Kloster Rühn                                 | 103,1       |                                                                    |
| Ostseebad Kühlungsborn                                             | 103,8       |                                                                    |
|                                                                    | 108,2       | Kühlung/Salzhaff                                                   |
|                                                                    | 109,2       | Ostseebad Kühlungsborn                                             |
|                                                                    | 110,3       | Stiftskirche Bützow & Kloster Rühn                                 |
| Künstlerkolonie Schwaan                                            | 112,5       |                                                                    |
| Heiligendamm Erstes deutsches Seebad                               | 113,4       |                                                                    |
| Doberaner Münster                                                  | 114,5       |                                                                    |
| Hansestadt Rostock                                                 | 117,5       |                                                                    |
|                                                                    | 118,5       | Doberaner Münster                                                  |
|                                                                    | 119,0       | Heiligendamm Erstes deutsches Seebad                               |
|                                                                    | 134,3       | Hansestadt Rostock                                                 |
|                                                                    | 137,5       | Miniland M-V Modell- und Landschaftspark                           |
| Vogelpark Marlow                                                   | 138,1       |                                                                    |
| Bernsteinstadt Ribnitz-Damgarten                                   | 141,6       |                                                                    |
| Recknitztal                                                        | 145,2       |                                                                    |
| Mecklenburger Parkland                                             | 147,5       |                                                                    |
| Kloster- und Schlossanlage DARGUN                                  | 150,4       |                                                                    |
|                                                                    | 152,0       | Recknitztal                                                        |
|                                                                    | 155,1       | Kloster- und Schlossanlage DARGUN                                  |
| Bibelzentrum Barth                                                 | 158,5       |                                                                    |
| Mecklenburgische Schweiz                                           | 160,9       |                                                                    |
|                                                                    | 166,2       | Bibelzentrum Barth                                                 |
|                                                                    | 167,0       | Bernsteinstadt Ribnitz-Damgarten                                   |
| Trebeltal                                                          | 167,1       |                                                                    |
|                                                                    | 170,8       | Vogelpark Marlow                                                   |
|                                                                    | 172,3       | Trebeltal                                                          |
| Grimmen                                                            | 189,5       |                                                                    |
| Insel Rügen / Insel Hiddensee                                      | 190,0       |                                                                    |
| Hansestadt Stralsund UNESCO-Welterbe                               | 192,6       |                                                                    |
| OZEANEUM Stralsund                                                 | 193,4       |                                                                    |
|                                                                    | 193,5       | Grimmen                                                            |
|                                                                    | 196,5       | OZEANEUM Stralsund                                                 |
| Universitäts- und Hansestadt Greifswald                            | 196,5       |                                                                    |
|                                                                    | 197,5       | Hansestadt Stralsund UNESCO-Welterbe                               |
| Pommersches Landesmuseum Greifswald                                | 197,8       |                                                                    |
|                                                                    | 198,5       | Insel Rügen / Insel Hiddensee                                      |
|                                                                    | 203,0       | Pommersches Landesmuseum Greifswald                                |
|                                                                    | 204,2       | Barockschloss Griebenow                                            |
| Wolgast Historische Altstadt                                       | 213,2       |                                                                    |
| Naturpark Insel Usedom                                             | 216,1       |                                                                    |
| Peenemünde Historisch-Technisches Museum                           | 217,3       |                                                                    |
| Peenetal                                                           | 219,2       |                                                                    |
|                                                                    | 219,5       | Peenemünde Historisch-Technisches Museum                           |
| Hanse- und Lilienthalstadt Anklam                                  | 219,8       |                                                                    |
|                                                                    | 220,1       | Wolgast Historische Altstadt                                       |
|                                                                    | 225,1       | Peenetal                                                           |
|                                                                    | 226,3       | Insel Usedom Promenade der Bäderarchitektur                        |
| Insel Usedom Promenade der Bäderarchitektur                        | 232,1       |                                                                    |
| Burg Klempenow                                                     | 234,0       |                                                                    |
|                                                                    | 238,8       | Burg Klempenow                                                     |
|                                                                    | 241,8       | Hanse- und Lilienthalstadt Anklam                                  |
|                                                                    | 242,6       | Naturpark Insel Usedom                                             |
| Naturerlebnispark Mühlenhagen                                      | 244,0       |                                                                    |
|                                                                    | 248,0       | Naturerlebnispark Mühlenhagen                                      |
|                                                                    | 248,5       | Reuterstadt Stavenhagen                                            |
| Neubrandenburg Stadt der vier Tore                                 | 248,5       |                                                                    |
| Burg Stargard                                                      | 259,4       |                                                                    |
| Müritz-Nationalpark UNESCO-Welterbe Buchenwälder                   | 264,4       |                                                                    |
|                                                                    | 264,5       | Neubrandenburg Stadt der vier Tore                                 |
|                                                                    | 268,8       | Burg Stargard                                                      |
| Naturpark Feldberger Seenlandschaft                                | 270,3       |                                                                    |
| Woldegk Stadt der Windmühlen                                       | 270,8       |                                                                    |
|                                                                    | 274,8       | Müritz-Nationalpark UNESCO-Welterbe Buchenwälder                   |
| Brohmer Berge                                                      | 276,5       |                                                                    |
|                                                                    | 277,0       | Naturpark Feldberger Seenlandschaft                                |
|                                                                    | 277,5       | Woldegk Stadt der Windmühlen                                       |
| Weingut Schloss Rattey                                             | 279,1       |                                                                    |
| Wildtierland Klepelshagen                                          | 280,0       |                                                                    |
|                                                                    | 284,5       | Wildtierland Klepelshagen                                          |
|                                                                    | 287,0       | Weingut Schloss Rattey                                             |
|                                                                    | 290,5       | Brohmer Berge                                                      |
| Kürassierstadt Pasewalk                                            | 293,4       |                                                                    |
| UKRANENLAND TORGELOW                                               | 293,7       |                                                                    |
| Stettiner Haff / Ueckermünder Heide                                | 295,9       |                                                                    |
|                                                                    | 305,1       | UKRANENLAND TORGELOW                                               |
|                                                                    | 305,7       | Kürassierstadt Pasewalk                                            |
|                                                                    | 306,3       | Stettiner Haff / Ueckermünder Heide                                |
| Prenzlau Dominikanerkloster                                        | 312,8       |                                                                    |
| Nationalpark Unteres Odertal                                       | 321,3       |                                                                    |
| Autobahnkreuz Uckermark                                            | 329,7       |                                                                    |

## A 21
| Fahrtrichtung nach Süden            | Kilometer | Fahrtrichtung nach Norden           |
| Nettelsee                           | 15,9      |                                     |
| ----------------------------------- | --------- | ----------------------------------- |
| Erlebniswald Trappenkamp in Daldorf | 30,2      |                                     |
|                                     | 36,0      | Erlebniswald Trappenkamp in Daldorf |
| Kalkberg Bad Segeberg               | 43,3      |                                     |
|                                     | 48,0      | Kalkberg Bad Segeberg               |
| Autobahnkreuz Bargteheide           | 71,6      |                                     |

## A 23
| Fahrtrichtung nach Osten                                                | Kilometer | Fahrtrichtung nach Westen                                               |
| Heide-Ost                                                               | 96,0      |                                                                         |
| ----------------------------------------------------------------------- | --------- | ----------------------------------------------------------------------- |
|                                                                         | 93,5      | BÜSUM Familienlagune Perlebucht                                         |
| Meldorfer Dom                                                           | 93,5      |                                                                         |
|                                                                         | 89,0      | Heide Deutschlands größter Marktplatz                                   |
|                                                                         | 87,8      | UNESCO-Weltnaturerbe Wattenmeer                                         |
| Steinzeitpark ALBERSDORF                                                | 78,9      |                                                                         |
|                                                                         | 74,9      | Steinzeitpark ALBERSDORF                                                |
|                                                                         | 73,8      | Meldorfer Dom                                                           |
|                                                                         | 71,5      | Dithmarschen                                                            |
| Land unterm Meeresspiegel Wilstermarsch Tiefste Landstelle Deutschlands | 50,2      |                                                                         |
| Friedrichskoog                                                          | 49,9      |                                                                         |
|                                                                         | 44,1      | Land unterm Meeresspiegel Wilstermarsch Tiefste Landstelle Deutschlands |
|                                                                         | 43,6      | Friedrichskoog                                                          |
|                                                                         | 41,4      | Wenzel Hablik Museum Itzehoe                                            |
| Elbmarschen                                                             | 37,3      |                                                                         |
| Stadtdenkmal Glückstadt                                                 | 36,7      |                                                                         |
|                                                                         | 29,0      | Elbmarschen                                                             |
| Arboretum Ellerhoop Rosarium Uetersen                                   | 19,3      |                                                                         |
|                                                                         | 18,7      | Stadtdenkmal Glückstadt                                                 |
|                                                                         | 18,0      | Industrie Museum Elmshorn                                               |
| Baumschulgebiet Kreis Pinneberg                                         | 14,9      |                                                                         |
|                                                                         | 14,1      | Arboretum Ellerhoop Rosarium Uetersen                                   |
|                                                                         | 6,4       | Baumschulgebiet Kreis Pinneberg                                         |
| Autobahndreieck Hamburg-Nordwest                                        | 0,0       |                                                                         |

## A 24
| Fahrtrichtung nach Osten                            | Kilometer | Fahrtrichtung nach Westen                           |
| --------------------------------------------------- | --------- | --------------------------------------------------- |
| Garten der Schmetterlinge Friedrichsruh-Sachsenwald | 7,0       |                                                     |
| Schloss Reinbek                                     | 8,5       |                                                     |
|                                                     | 13,0      | Schloss Reinbek                                     |
| Kulturdenkmal Gut Basthorst im Hzgt. Lauenburg      | 21,0      |                                                     |
|                                                     | 25,0      | Garten der Schmetterlinge Friedrichsruh-Sachsenwald |
|                                                     | 28,0      | Kulturdenkmal Gut Basthorst im Hzgt. Lauenburg      |
| Naturpark Lauenburgische Seen                       | 31,5      |                                                     |
|                                                     | 41,5      | Naturpark Lauenburgische Seen                       |
| Ehemalige Innerdeutsche Grenze 1945–1990            | 51,1      |                                                     |
|                                                     | 52,0      | Ehemalige Innerdeutsche Grenze 1945–1990            |
| Fliesenstadt Boizenburg/Elbe                        | 54,5      |                                                     |
| UNESCO-Biosphärenreservat Schaalsee                 | 54,5      |                                                     |
|                                                     | 59,0      | UNESCO-Biosphärenreservat Schaalsee                 |
|                                                     | 61,0      | Fliesenstadt Boizenburg/Elbe                        |
| ALPINCENTER Wittenburg                              | 65,4      |                                                     |
| Landgestüt Redefin                                  | 66,5      |                                                     |
| UNESCO-Biosphärenreservat Flusslandschaft Elbe      | 73,0      |                                                     |
|                                                     | 73,5      | ALPINCENTER Wittenburg                              |
| Kulturzentrum Alte Synagoge Hagenow                 | 75,7      |                                                     |
| Residenzstadt Schwerin                              | 79,0      |                                                     |
|                                                     | 84,0      | Kulturzentrum Alte Synagoge Hagenow                 |
|                                                     | 86,0      | UNESCO-Biosphärenreservat Flusslandschaft Elbe      |
| Barock-Schloss Ludwigslust                          | 96,0      |                                                     |
|                                                     | 99,4      | Landgestüt Redefin                                  |
|                                                     | 104,5     | Residenzstadt Schwerin                              |
| Parchim                                             | 106,0     |                                                     |
|                                                     | 115,0     | Die Lewitz                                          |
|                                                     | 126,0     | Parchim                                             |
| Ruhner Berge                                        | 132,5     |                                                     |
| Prignitz                                            | 138,0     |                                                     |
|                                                     | 139,0     | Ruhner Berge                                        |
| Historischer Stadtkern Perleberg                    | 139,5     |                                                     |
|                                                     | 145,5     | Historischer Stadtkern Perleberg                    |
| Modemuseum Schloss Meyenburg                        | 148,0     |                                                     |
|                                                     | 149,0     | Schloss Wolfshagen                                  |
| Naturpark Stechlin-Ruppiner Land                    | 149,5     |                                                     |
|                                                     | 158,0     | Freyenstein Archäologischer Park                    |
|                                                     | 156,5     | Modemuseum Schloss Meyenburg                        |
| Museumsfabrik Pritzwalk                             | 161,3     |                                                     |
|                                                     | 164,5     | Museumsfabrik Pritzwalk                             |
| Kloster Stift zum Heiligengrabe                     | 165,5     |                                                     |
|                                                     | 171,5     | Kloster Stift zum Heiligengrabe                     |
| Neustädter Gestüte                                  | 177,0     |                                                     |
| Historischer Stadtkern Kyritz                       | 178,0     |                                                     |
|                                                     | 180,0     | Museum Dreißigjähriger Krieg Wittstock/Dosse        |
| Ruppiner Land                                       | 188,0     |                                                     |
|                                                     | 193,5     | Prignitz                                            |
|                                                     | 194,5     | Historischer Stadtkern Kyritz                       |
| Historischer Stadtkern Neuruppin                    | 200,5     |                                                     |
| Brandenburg-Preußen Museum Wustrau                  | 209,0     | Historischer Stadtkern Wusterhausen/Dosse           |
| Historischer Stadtkern Wusterhausen/Dosse           | 210,0     |                                                     |
| Naturpark Westhavelland                             | 214,0     |                                                     |
|                                                     | 215,0     | Historischer Stadtkern Neuruppin                    |
|                                                     | 223,0     | Naturpark Stechlin-Ruppiner Land                    |
| Historischer Stadtkern Kremmen                      | 227,4     |                                                     |
| Havelland                                           | 228,5     |                                                     |
|                                                     | 231,0     | Brandenburg-Preußen Museum Wustrau                  |

## A 25
| Fahrtrichtung nach Osten               | Kilometer | Fahrtrichtung nach Westen |
| Autobahndreieck Hamburg-Südost         | 0,0       |                           |
| -------------------------------------- | --------- | ------------------------- |
| Kulturlandschaft Vier- und Marschlande | 2,2       |                           |
| Sternwarte Schloss Bergedorf           | 4,3       |                           |
| Geesthacht                             | 18,6      |                           |

## A 26
| Fahrtrichtung nach Osten | Kilometer | Fahrtrichtung nach Westen |
| Stade-Süd                | 1,1       |                           |
| ------------------------ | --------- | ------------------------- |
|                          | 4,0       | Hansestadt Stade          |
| Altes Land               | 6,5       |                           |
| Jork                     | 16,6      |                           |

## A 27
| Fahrtrichtung nach Süden                  | Kilometer | Fahrtrichtung nach Norden                 |
| Cuxhaven                                  | 162,0     |                                           |
| ----------------------------------------- | --------- | ----------------------------------------- |
|                                           | 160,5     | Nordseebad Otterndorf                     |
|                                           | 154,0     | UNESCO-Weltnaturerbe Wattenmeer           |
| Aeronauticum                              | 152,8     |                                           |
|                                           | 148,9     | Aeronauticum                              |
|                                           | 137,6     | Wurster Seeküste                          |
|                                           | 132,7     | Burg Bederkesa                            |
| Havenwelten Bremerhaven                   | 128,8     |                                           |
|                                           | 125,0     | Havenwelten Bremerhaven                   |
|                                           | 118,9     | SCHULSCHIFF DEUTSCHLAND                   |
|                                           | 101,5     | Cuxland an der Nordsee                    |
| UNESCO-Welterbe Bremer Rathaus und Roland | 80,5      |                                           |
|                                           | 79,7      | Denkort Bunker Valentin                   |
|                                           | 74,0      | Künstlerort Worpswede                     |
| Universum Bremen                          | 71,1      |                                           |
|                                           | 61,1      | Universum Bremen                          |
|                                           | 56,8      | UNESCO-Welterbe Bremer Rathaus und Roland |
| Mittelweser-Region                        | 65,8      |                                           |
| Wolfcenter Dörverden                      | 39,0      |                                           |
| Dom zu Verden                             | 37,9      |                                           |
|                                           | 36,9      | Mittelweser-Region                        |
| Magic Park Verden                         | 34,0      |                                           |
|                                           | 29,2      | Dom zu Verden                             |
|                                           | 27,2      | Wolfcenter Dörverden                      |
|                                           | 25,5      | Magic Park Verden                         |
| Lüneburger Heide                          | 21,0      |                                           |
| Vogelpark Walsrode                        | 14,2      |                                           |
| Serengeti Park Hodenhagen                 | 9,3       |                                           |
|                                           | 5,0       | Vogelpark Walsrode                        |
|                                           | 3,5       | 1000 Jahre Kloster Walsrode               |
|                                           | 1,7       | Lüneburger Heide                          |
| Autobahndreieck Walsrode                  | 0,0       |                                           |

## A 28
| Fahrtrichtung nach Osten        | Kilometer | Fahrtrichtung nach Westen        |
| Autobahndreieck Leer            | 24,5      |                                  |
| ------------------------------- | --------- | -------------------------------- |
|                                 | 26,6      | UNESCO-Weltnaturerbe Wattenmeer  |
|                                 | 29,5      | Leer Historische Altstadt        |
|                                 |           | Schloss Evenburg                 |
|                                 | 36,3      | Ostfriesland Friesische Freiheit |
| Eisenhütte Augustfehn           | 40,8      |                                  |
|                                 | 44,5      | Eisenhütte Augustfehn            |
|                                 | 48,5      | Fehngebiet Ostfriesland          |
| Parklandschaft Ammerland        | 51,2      |                                  |
| Park der Gärten Bad Zwischenahn | 64,0      |                                  |
|                                 | 68,1      | Park der Gärten Bad Zwischenahn  |
|                                 | 72,7      | Parklandschaft Ammerland         |
| Museen in Oldenburg             | 74,5      |                                  |
|                                 | 90,4      | Museen in Oldenburg              |
| Wild- & Freizeitpark Ostrittrum | 92,0      |                                  |
| Naturpark Wildeshauser Geest    | 95,3      |                                  |
|                                 | 97,4      | Wild- & Freizeitpark Ostrittrum  |
| Klosterruine Hude               | 99,9      |                                  |
|                                 | 104,9     | Klosterruine Hude                |
|                                 | 109,4     | Naturpark Wildeshauser Geest     |
|                                 | 113,0     | INDUSTRIEKULTUR-Delmenhorst      |
| Autobahndreieck Stuhr           | 121,0     |                                  |

## A 29
| Fahrtrichtung nach Süden        | Kilometer | Fahrtrichtung nach Norden                        |
| Jade-Weser-Port                 | 94,5      |                                                  |
| ------------------------------- | --------- | ------------------------------------------------ |
|                                 | 86,0      | Marine- und Hafenstadt Wilhelmshaven             |
|                                 | 76,7      | Deutsches Marinemuseum                           |
|                                 | 68,7      | Weites Land und Meer Friesland ...an der Nordsee |
|                                 | 62,2      | UNESCO-Weltnaturerbe Wattenmeer                  |
| Tier- & Freizeitpark Jaderberg  | 61,2      |                                                  |
| Parklandschaft Ammerland        | 56,5      |                                                  |
|                                 | 56,5      | Tier- & Freizeitpark Jaderberg                   |
|                                 | 46,3      | Parklandschaft Ammerland                         |
| Klassizismus in Oldenburg       | 40,6      |                                                  |
| Naturpark Wildeshauser Geest    | 25,1      |                                                  |
| Freilichtmuseum Cloppenburg     | 9,7       |                                                  |
| OLDENBURGER MÜNSTERLAND         | 2,0       |                                                  |
|                                 | 1,1       | Naturpark Wildeshauser Geest                     |
| Autobahndreieck Ahlhorner Heide | 0,0       |                                                  |

## A 215
| Fahrtrichtung nach Süden   | Kilometer | Fahrtrichtung nach Norden |
| Kiel-Westring              | 22,9      |                           |
| -------------------------- | --------- | ------------------------- |
|                            | 22,0      | Marine-Ehrenmal in Laboe  |
|                            | 6,4       | Freilichtmuseum Molfsee   |
| Autobahndreieck Bordesholm | 0,0       |                           |

## A 261
| Fahrtrichtung nach Süden                             | Kilometer | Fahrtrichtung nach Norden                            |
| Autobahndreieck Hamburg-Südwest                      | 0,0       |                                                      |
| ---------------------------------------------------- | --------- | ---------------------------------------------------- |
| Freilichtmuseum am Kiekeberg Wildpark Schwarze Berge | 3,8       |                                                      |
|                                                      | 6,8       | Freilichtmuseum am Kiekeberg Wildpark Schwarze Berge |
| Buchholzer Dreieck                                   | 9,7       |                                                      |